# Corbinien de Freising
Corbinien, évêque de Freising, né à Saint-Germain-de-Châtres vers 675, où il créa un petit monastère ou ermitage, est un ecclésiastique franc. Considéré comme saint par l'Église catholique, il est fêté le 8 septembre, principalement dans le diocèse d'Évry, et le 20 novembre en Bavière pour la translation de ses reliques.  

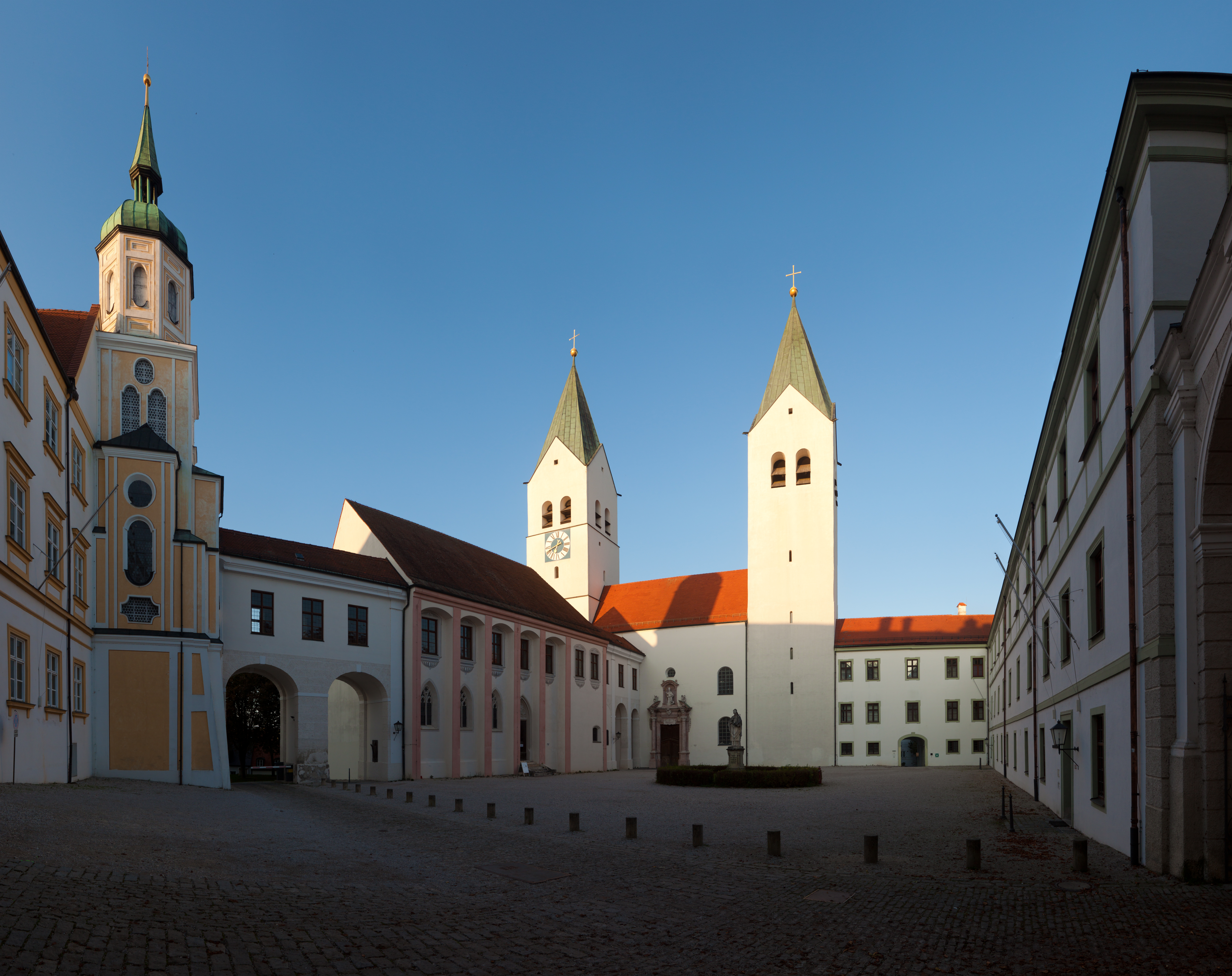
La cathédrale Sainte-Marie-et-Saint-Corbinien de Freising.

## Biographie
Sa réputation grandissant, sa retraite d'ermite devint un lieu de pèlerinage. En 716, il part pour Rome voir le pape afin de lui demander de reconnaître son œuvre.
Ordonné évêque par Grégoire II, il repart en mission en Gaule. Devenu encore plus célèbre, il préfère se retirer sept ans dans son ermitage de saint Germain. Il retourne alors à Rome supplier le pape d'être relevé de sa charge. Celui-ci lui demande cependant de continuer son évangélisation.
Au cours d'un de ses voyages, pendant la traversée de la Bavière, la légende raconte qu'il fut attaqué par un ours qui dévora son âne. Corbinien, après avoir prié, lui ordonna de lui servir de monture. C'est pourquoi il est souvent représenté accompagné d'un ours. Retenu par le duc Grimoald II de Bavière (de), il s'installa à Freising où il évangélisa la population et fit bâtir une cathédrale. Il prit la place d'évêque vers 723, et la ville devint le centre de la vie chrétienne bavaroise. 

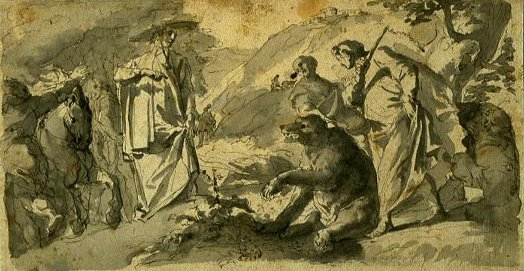
St Corbinien et l'ours, par Côsme-Damien Asam (vers 1725).
Armes du pape Benoît XVI.
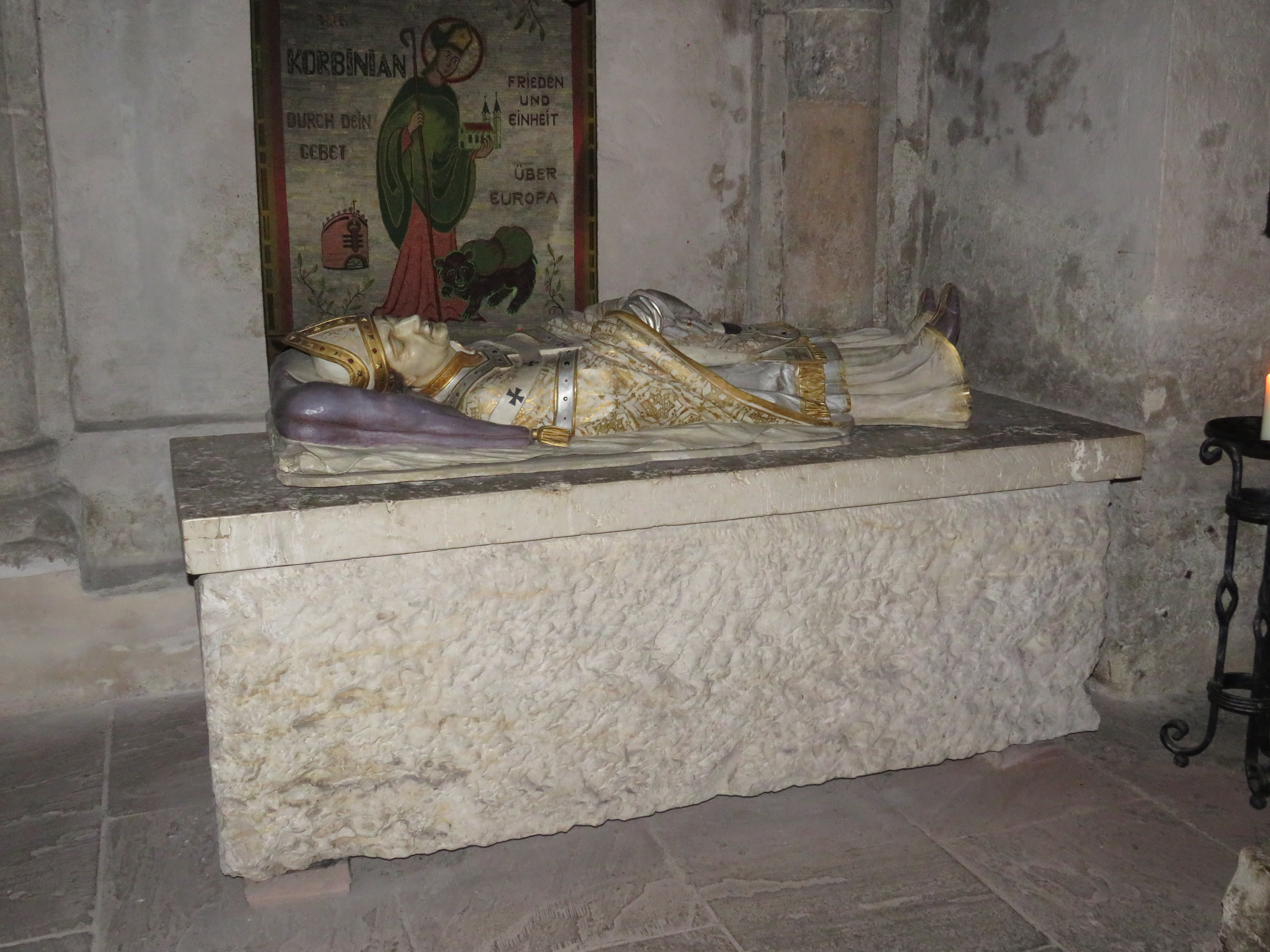
Tombeau de saint Corbinien dans la crypte de la cathédrale de Freising.
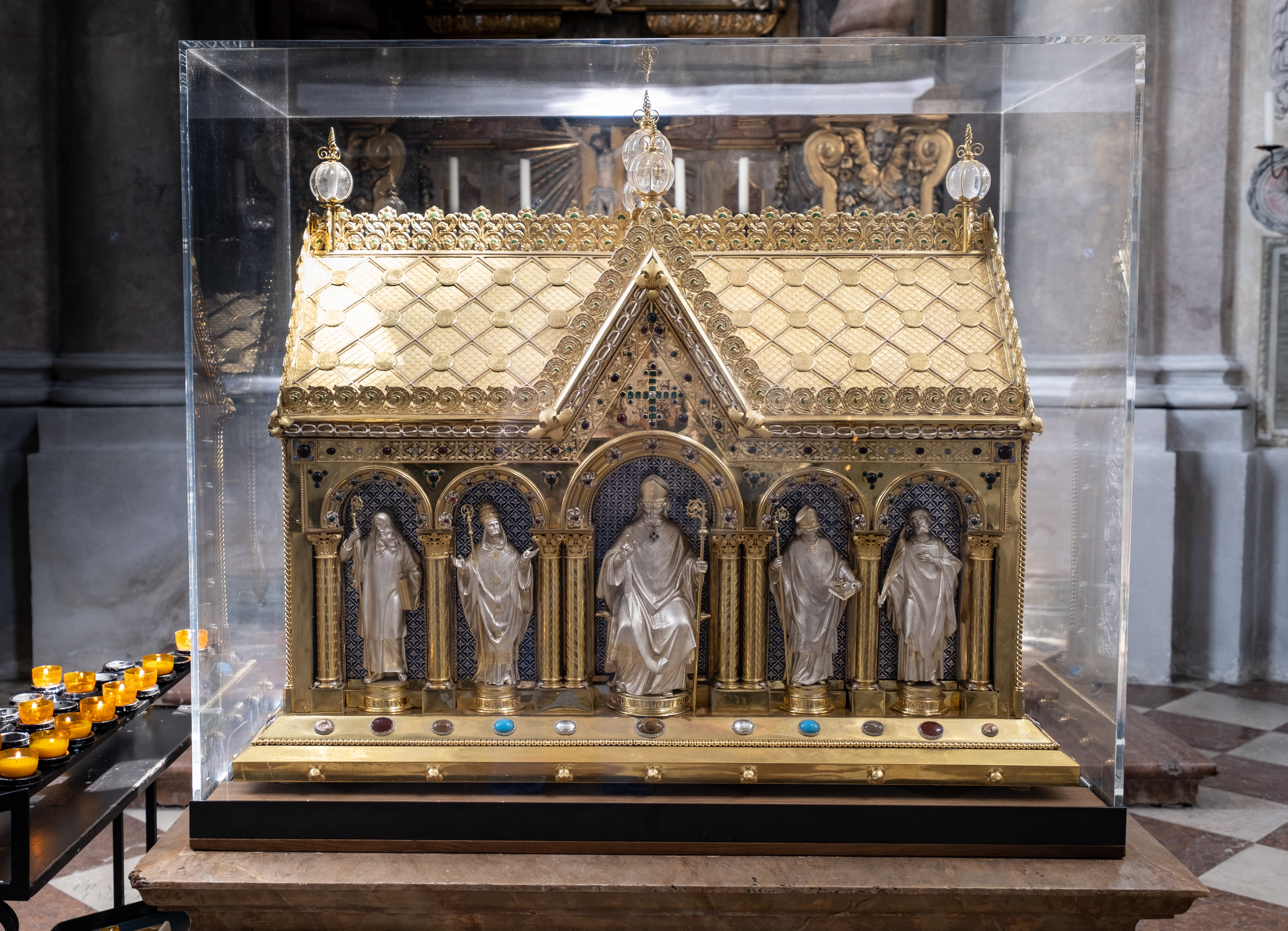
Châsse de saint Corbinien (crypte de la cathédrale de Freising).

Il meurt le 8 septembre 730 à l'abbaye de Weihenstephan, vénéré comme un Père de la foi. La châsse contenant les reliques du saint est conservée dans la crypte de la cathédrale de Freising. Il est le saint patron de l'archidiocèse de Munich et Freising et celui de la cathédrale d'Évry. Saint Corbinien donnait d'ailleurs son nom à une publication mensuelle du diocèse d'Evry, Corbiniana disparue en 2009. 
L'ours de saint Corbinien est représenté sur les armoiries du pape Benoît XVI qui fut archevêque de Munich-Freising.
Le pape, dans son ouvrage intitulé Ma vie, souvenirs s'est comparé à cet ours transformé par le saint en bête de somme : « L'ours n'est-il pas l'image de ce que je dois faire et de ce que je suis ? Je suis devenu ton mulet chargé de ton joug, et c'est ainsi que je suis tout près de toi pour toujours ».

## Sa vie en images
Scènes de la vie de saint Corbinien d'après un panneau de la crypte de la cathédrale de Freising.

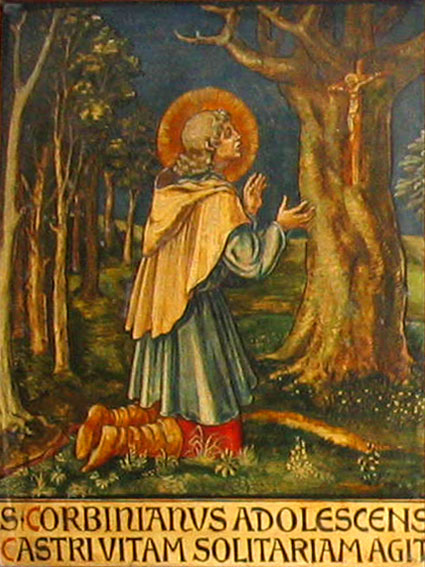
S. Corbinianus adolescens - Castri vitam solitariam agit - Le jeune saint Corbinien mène une vie retirée à Châtres (Arpajon).
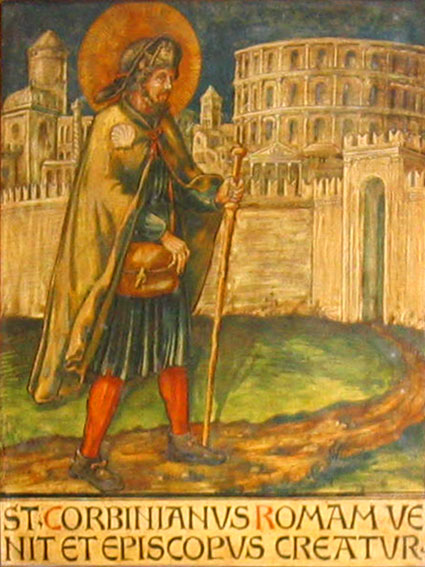
St. Corbinianus Romam venit et episcopus creatur - Saint Corbinien arrive à Rome où il est ordonné évêque.
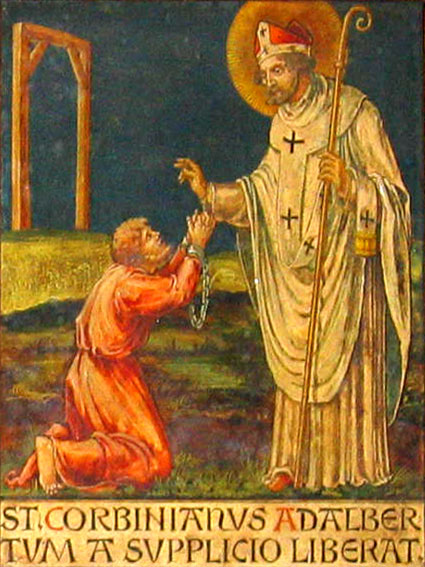
S. Corbinianus Adalbertum a supplicio liberat - Saint Corbinien libère Adalbert du supplice.
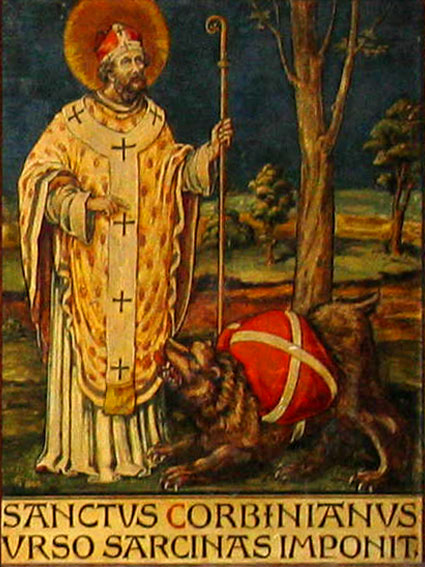
Sanctus Corbinianus urso sarcinas imponit - Saint Corbinien ordonne à l'ours de porter ses bagages.
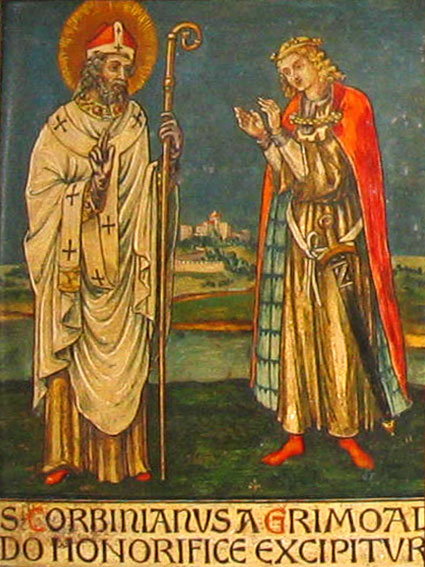
S. Corbinianus a Grimoaldo honorifice excipitur - Saint Corbinien est reçu avec respect par Grimoald.
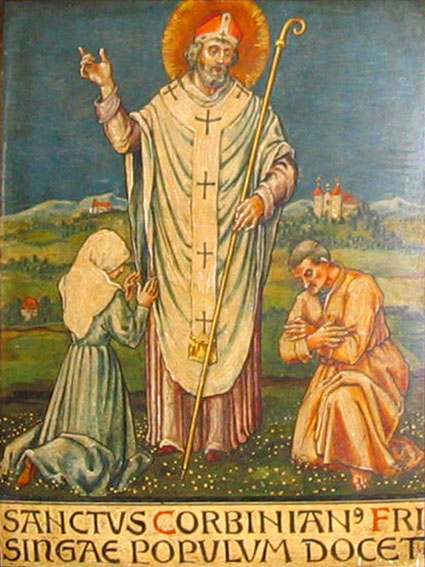
Sanctus Corbinian' Frisingae populum docet - Saint Corbinien prêche au peuple de Freising.
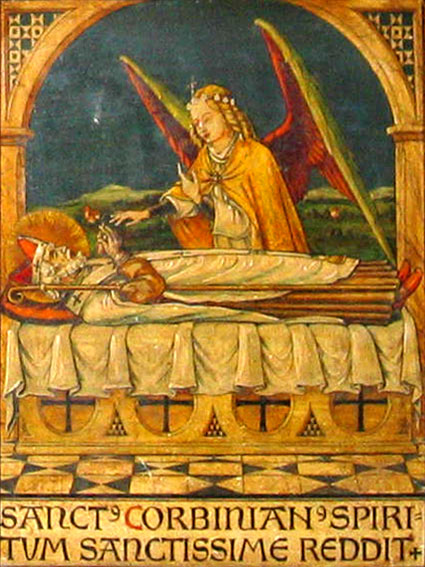
Sanct' Corbinian' spiritum sanctissime reddit - Saint Corbinien rend l'âme très saintement.
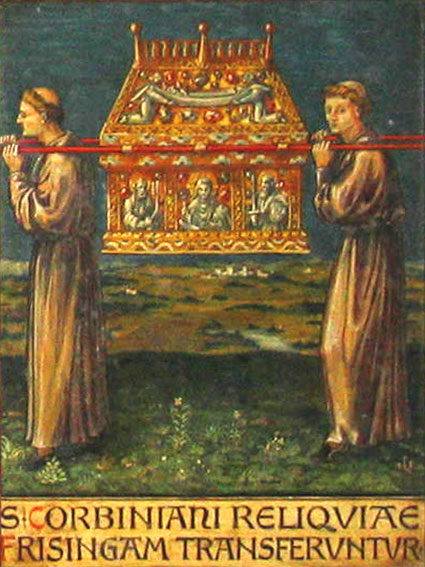
S. Corbiniani reliquiae Frisingam transferuntur - Les reliques de saint Corbinien sont transportées à Freising. Fête de la translation le 20 novembre.